# Bogosłowo (obwód nowogrodzki)
Bogosłowo (ros. Богослово) – wieś (dieriewnia) w Rosji, w obwodzie nowogrodzkim, w rejonie piestowskim. W 2010 liczyła 235 mieszkańców.